# 4560 Klyuchevskij
4560 Klyuchevskij је астероид главног астероидног појаса са средњом удаљеношћу од Сунца која износи 2,997 астрономских јединица (АЈ).
Апсолутна магнитуда астероида је 11,9.